# 劉杳
劉 杳（りゅう よう、487年 - 536年）は、南朝梁の官僚・文学者・歴史家。字は士深。本貫は平原郡平原県。兄は劉霽。弟は劉歊。

## 経歴
斉の東陽郡太守の劉懐慰（劉休賓の兄の劉乗民の子）の子として生まれた。数歳のとき、処士の明僧紹と面会して、「この児は実に千里の駒なり」と評された。梁の天監初年、太学博士となり、豫章王蕭綜の下で宣恵行参軍をつとめた。
劉杳は若くして学問を好み、群書に広く通じており、沈約や任昉といった学問に長けた人々も故事について忘れたことがあると、かれを訪ねて質問した。劉杳は博覧強記で細事にわたって記憶していたことから、質問に対してその出典を挙げて詳しく回答してみせた。
ほどなく劉杳は周捨を補佐して国史の編纂に参加した。臨津県令として出向し、治績を挙げた。任期を満了すると、臨津県の人々300人あまりが宮殿を訪れて留任を請願したので、武帝はこれを許した。劉杳は病を理由に解任を求め、建康に帰ると晋安王蕭綱の下で雲麾府参軍をつとめた。
天監15年（516年）、詹事の徐勉が劉杳や顧協ら5人を推挙して華林に入らせ『遍略』の編纂事業に参加させた。その書が完成すると、劉杳は本官のまま廷尉正を兼ねたが、足の病を理由に解任された。このため「林庭賦」を作った。王僧孺はこの賦を見て沈約の「郊居賦」に匹敵する作品として絶賛した。普通元年（520年）、劉杳は建康正に任じられ、尚書駕部郎に転じた。数カ月後、儀曹郎を代行した。僕射の徐勉は台閣の文章や発議をもっぱら劉杳に任せた。
後に劉杳は余姚県令として出向し、たいへん清廉であったため、湘東王蕭繹に賞賛された。蕭繹の下で宣恵記室参軍となった。ときに母が死去したため、劉杳は職を辞して喪に服した。喪が明けると、再び王府の記室をつとめ、東宮通事舎人を兼ねた。大通元年（527年）、東宮舎人を兼ねたまま、歩兵校尉に転じた。まもなく裴子野に代わって知著作郎事をつとめた。
中大通3年（531年）、昭明太子蕭統が死去し、晋安王蕭綱が代わって皇太子に立てられると、劉杳は特別に東宮舎人の任に留まった。昭明太子の「徂帰賦」に注釈をほどこした。僕射の何敬容が劉杳を王府の諮議参軍に転任させるよう上奏したが、武帝は劉杳を中書侍郎に任じた。ほどなく東宮舎人・知著作を兼ねたまま、湘東王蕭繹の下で平西諮議参軍となった。後に尚書左丞に転じた。
大同2年（536年）、在官のまま死去した。享年は50。編著に『要雅』5巻・『楚辞草木疏』1巻・『高士伝』2巻・『東宮新旧記』30巻・『古今四部書目』5巻・『文集』15巻があり、いずれも当時に通行した。

## 伝記資料
- 『梁書』巻50 列伝第44
- 『南史』巻49 列伝第39